# Жуков, Евгений Александрович (игрок в дартс)
Евге́ний Алекса́ндрович Жу́ков (23 сентября 1985, Чебоксары) — российский игрок в дартс. Участник Кубка мира PDC (2014), чемпион России (2023). Мастер спорта России.

## Биография
Дартсом увлёкся в армии. После увольнения из рядов Вооружённых сил забросил спорт, однако затем вернулся к нему. Работал строителем, однако уволился ради дартса.
Живя в Чебоксарах, играл за сборную Татарстана, в её рядах выполнил норматив мастера спорта. Позже перешёл в федерацию дартса Мордовии.
В 2014 году представлял Россию на Кубке мира PDC, обыграв в финале отбора Андрея Пономаренко. В паре с Евгением Изотовым играл с командой Шотландии, которую представляли Питер Райт и Роберт Торнтон, и уступил со счётом 1:5.
В 2023 году впервые стал чемпионом России, выиграв этот титул в парном разряде с Романом Корсуновым.
19 августа 2024 года стало известно, что Жуков завершил карьеру дартсмена

## Личная жизнь
Женат, есть ребёнок.

## Достижения
- Участник Кубка мира PDC (2014)
- Обладатель Кубка России (2022)[7]
- Чемпион России (2023)